# زن (فیلم ۱۹۱۵)
«زن» (انگلیسی: The Woman) یک فیلم درام سیاه و سفید به کارگردانی جورج ملفورد است که در سال ۱۹۱۵ منتشر شد.